# SU-6
Die 76-mm-Fla-Sfl SU-6 (russisch 76-мм зенитная самоходная установка СУ-6) ist ein in den 1930er Jahren in der damaligen Sowjetunion entwickelter Flakpanzer. Nach dem Bau einiger Prototypen wurde die Entwicklung im Jahr 1937 eingestellt. Zu einer Serienfertigung oder Einführung in die Rote Armee kam es nicht.

## Entwicklung
In den 1920er Jahren entwickelte die Rote Armee das Konzept der tiefen Operation. Der Durchbruch durch die gegnerische Verteidigung sollte dann durch mobile, mechanisierte Korps mit Panzern und Flugzeugen erfolgen. Dies führte in der Folge zur Aufstellung von Panzer- und mechanisierten Infanterieverbänden. Für die Umsetzung des Konzeptes waren jedoch auch mobile und geschützte Unterstützungswaffen notwendig. Folgerichtig unternahm man ab Beginn der 1930er Jahre in der Sowjetunion verstärkte Anstrengungen, Selbstfahrlafetten für Fla- und Artilleriewaffen zu schaffen.
Die SU-6 wurde ab 1934 im Konstruktionsbüro des Werkes Nr. 185 entwickelt. Dabei wurde eine 76-mm-Flugabwehrkanone M1931 (3-K) mit dem Fahrgestell des Panzers T-26 kombiniert. Mit der ursprünglich von der deutschen Firma Rheinmetall entwickelten Kanone stand der Roten Armee erstmals eine moderne, leistungsfähige und in großer Stückzahl produzierte Flugabwehrkanone zur Verfügung. Die Kanone wurde auf einer Sockellafette auf dem Panzer anstelle des Turmes aufgestellt. Die Bedienung war durch abklappbare Bordwände geschützt. Für den Feuerkampf wurden die Bordwände abgeklappt und auf Stütztellern abgestützt. Sie bildeten dann die Trittfläche für die Bedienung der Kanone. Die Zeit für den Übergang von Marsch- in Gefechtslage lag bei 55 bis 65 Sekunden. Das Fahrgestell des Panzers erhielt zusätzliche Schraubenfedern, um das höhere Gewicht der Kanone zu kompensieren. Im bzw. am Fahrzeug wurde ein Kampfsatz von 48 Granaten mitgeführt.
Die Werkserprobung des Flakpanzers fand im September und Oktober 1935 statt. Am 13. Oktober 1935 begann die Erprobung auf dem Polygon in Rschewsk (Ржевский полигон) in der Nähe von Leningrad statt. Die Erprobung verzögerte sich, der Abschlussbericht wurde erst am 27. Dezember des Folgejahres vorgelegt. Der Flakpanzer wurde mehrfach umgebaut, so wurde die 76-mm-Kanone zeitweilig entfernt und das Chassis für die Dauer von drei Monaten mit einer 37-mm-Flak erprobt. Zwischen dem 25. Juni und dem 14. September musste das Fahrzeug instand gesetzt werden, da Motor und Kraftübertragung überlastet worden waren. Insgesamt wurde eine Strecke von 900 km zurückgelegt und mit der 76-mm-Kanone 416 Schüsse abgefeuert. Die Treffergenauigkeit war zunächst zufriedenstellend, nahm aber gegen Ende der Erprobung ab und war nur noch ungenügend. Beim Feuern aus der Bewegung mit einer Geschwindigkeit von 7 bis 10 km/h konnten die in einer Entfernung von 400 bis 550 m aufgestellten Scheiben nicht getroffen werden. Während der Erprobung zeigten sich zahlreiche weitere Mängel. So musste nach einer Fahrstrecke von 15 bis 25 km bei einer Geschwindigkeit von 25 km/h eine Pause eingelegt werden, da das Öl im Motor überhitzte. Insgesamt war das Gewicht des Fahrzeuges zu hoch, so dass Motor und Kraftübertragung überlastet wurden. Ein Einsatz als Begleitfahrzeug für motorisierte Kolonnen war unter diesen Umständen nach Meinung der Abnahmekommission nicht möglich. Die Besatzung von insgesamt sechs Soldaten konnte nicht auf dem Fahrzeug untergebracht werden. Auch die Lafettierung war unzureichend. Durch den Rückstoß des Geschützes wurde das Fahrzeug nach jedem Schuss um 210 mm nach hinten versetzt.
Nach einer Entscheidung der sowjetischen Regierung vom 13. März 1936 sollte das Werk Nr. 185 insgesamt zehn SU-6 mit der 37-mm-Flak und weitere vier Fahrzeuge mit der 76-mm-Flak M31 herstellen. Im Januar 1937 erhielt das Werk die Ergebnisse der staatlichen Erprobung, die die Zweckmäßigkeit der Konstruktion bezweifelten. Zu diesem Zeitpunkt waren vier Panzer fertiggestellt, zehn Fahrzeuge befanden sich im Endstadium der Montage. Im Ergebnis wurde die Entwicklung der SU-6 eingestellt, das Werk wurde für die vier fertiggestellten Panzer bezahlt, die restlichen zehn Fahrzeuge sollten nach Maßgabe des Werkes als Materialreserve verwendet werden.

## Technische Daten
| 76-mm-Fla-Sfl SU-6            |                                          |
| Allgemeine Eigenschaften      |                                          |
| Klassifikation                | Flakpanzer                               |
| Chefkonstrukteur              |                                          |
| Bezeichnung des Herstellers   | 76-мм зенитная самоходная установка СУ-6 |
| Hersteller                    | Werk Nr. 185                             |
| Länge                         | 5.070 mm                                 |
| Breite                        | 2.700 mm                                 |
| Gewicht                       | 10.500 kg                                |
| Baujahre                      | 1935–36                                  |
| Stückzahl                     | 1                                        |
| Rohr                          |                                          |
| Kaliber                       | 76,2 mm                                  |
| Rohrlänge                     | 4.191 mm (L/55)                          |
| Höhe der Schusslinie          | 2.445 mm                                 |
| Feuerdaten                    |                                          |
| Höhenrichtbereich             | +82°                                     |
| Seitenrichtbereich            | 360°                                     |
| Höchstschussweite             | 14.000 m                                 |
| max. Schusshöhe               | 9.500 m                                  |
| Höchstmündungsgeschwindigkeit | 820 m/s                                  |
| Beweglichkeit                 |                                          |
| Bodenfreiheit                 | 385 mm                                   |
| Höchstgeschwindigkeit         | 28 km/h                                  |